# Ріккі Волден
Рі́ккі Во́лден (англ. Ricky Walden; 11 листопада 1982, Честер) — англійський професіональний гравець у снукер. Народився в Англії, але в наш час[коли?] мешкає в місті Флінтшір, Уельс.

## Кар'єра
Став професіоналом 2000 року після ряду успіхів на юніорських змаганнях. У 2001 Ріккі став переможцем на чемпіонаті світу серед гравців не старше 21 року, а ще через рік досяг стадії 1/48-й на турнірі British Open. Волден зумів увійти в тридцять два найсильніших на чемпіонаті Великої Британії сезону 2004/05, по дорозі обігравши Джона Хіггінса. У тому ж сезоні він досяг чвертьфіналу на відкритій першості Китаю, хоча того результату посприяла відмова Стіва Девіса від гри.
У 2006 році Волден зумів дійти до 1 / 8 на China Open після перемоги над шотландцем Стівеном Магвайром. А на чемпіонаті Великої Британії 2006 він був за крок від повторення цього результату, лідируючи в матчі з Ронні О'Салліваном 8:7. Але в підсумку Ріккі поступився. З інших успіхів Ріккі можна  виділити 1 / 8 фіналу на Гран-прі. 
Однак широко знаний став англієць після того, як сенсаційно виграв турнір Шанхай Мастерс 2008 року. На шляху до цієї вікторії практично всі ігри Волдена були дуже важкими і напруженими, але він подолав складну сітку і в фіналі з численними помилками обох суперників переграв Ронні О'Саллівана з рахунком 10:8.
 Перед цим турніром Волден виграв турнір Sangsom 6 Red World Grand Prix, що проводився у форматі з шістьма червоними кулями замість традиційних п'ятнадцяти. У фіналі Волден переграв Стюарта Бінгема з рахунком 8:3.
2009 рік почався з серії запрошень до турнірів в Азії, один з яких — General Cup International в Гонконзі — Ріккі виграв, перемігши у фіналі Ляна Веньбо з рахунком 6:2. Але на рейтингових турнірах він не показав значних результатів, і на початок сезону 2010/11 посів 20-е місце в рейтингу.
У сезоні 2010/11 Ріккі Волден, жодного разу не вийшов до фінальної частини рейтингових змагань, проте показав стабільно хороші результати і зміг вперше в кар'єрі увійти до Топ-16, зайнявши 15 місце. Однак, програш в 1/16-й чемпіонату світу не дав йому шансів закріпитися там за підсумками всього сезону.

## Досягнення
- Шанхай Мастерс чемпіон — 2008
- Sangsom 6 Red World Grand Prix чемпіон — 2008
- General Cup International чемпіон — 2009